# Christianisme à Taïwan
Le développement du christianisme à Taïwan est fortement lié à la colonisation de l'Extrême-Orient par l'Europe. Les expéditions militaires et commerciales venues des Provinces-Unies protestantes et d'Espagne catholique furent souvent accompagnées de missionnaires venus évangéliser les habitants de l'île.
Persécutés pendant les périodes d'isolationnisme ou de guerre, les chrétiens s'établirent cependant progressivement à Taïwan, représentant des congrégations non plus liées à l'Europe mais à l'Asie, notamment des églises originaires de Chine ou du Japon.

## Période coloniale néerlandaise (1624 – 1661)

### Missions protestantes néerlandaises (1624 - 1652)
La Compagnie néerlandaise des Indes orientales (VOC) conclut un accord tacite avec les autorités Ming qui permit d'établir un poste de commerce où les marchands chinois pourraient venir librement. Les Néerlandais occupèrent l'île de Taïwan pendant environ trente-cinq ans (1626-1661) et donnèrent ainsi l'occasion à de nombreux évangélistes de venir y prêcher. Les habitants de l'île avaient eu peu de contact avec les grandes religions organisées. L'expansion musulmane n'était pas remontée aussi loin au nord, et les religions traditionnelles chinoises comme le confucianisme et le bouddhisme n'avaient pas eu non plus d'impact. Bien que l'île de Formose était connue, elle était toujours restée à l'extérieur des frontières traditionnelles de l'empire chinois. En 1624, les Néerlandais construisirent un fort et un comptoir du nom de Fort Zeelandia au sud-ouest de Formose. 
L'année suivante, en 1625 les Espagnols venant des Philippines répondirent à cette implantation par la création d'un fort et d'un comptoir à Chilung. Là, ils agirent comme un contrepoids à la domination néerlandaise de Formose et du commerce de la région. Toutefois, cette petite enclave catholique espagnole dans le nord de l'île ne dura pas longtemps, n'ayant pas été en mesure de se développer suffisamment rapidement. Dès 1642 les Néerlandais chassèrent les Espagnols et concentrèrent leur implantation sur la côte ouest de l'île. Les protestants néerlandais furent les premiers à obtenir des conversions de la population chinoise en nombre important. 
Sur l'île, où la société locale était peu organisée, les Néerlandais eurent un contrôle direct et immédiat. Le principal facteur de croissance de l'Église fut les missionnaires eux-mêmes qui, à Formose, étaient plus éloignés de la Compagnie néerlandaise des Indes orientales située à Batavia, au centre de l'île, et de ce fait étaient moins intimidés par cette puissance commerciale et politique. Ils s'installèrent dans les villages de la côte intérieure à partir de Fort Zeelandia sur la côte sud-ouest de Formose. Ils découvrirent que les habitants de la campagne en dehors des villages suivaient la tradition des chasseurs de têtes. Les missionnaires établirent leur résidence dans les villages, dont la plupart étaient à un ou deux jours de voyage de Zeelandia. Là, conscients de l'importance de l'apprentissage de la langue maternelle, ils commencèrent à traduire les Évangiles. Cependant, seules les traductions de l'Évangile selon Matthieu et de l'Évangile selon Jean furent achevées. 
Le premier prêtre ordonné qui visita l'île, Georgius Candidius, arriva à Taiwan en 1627. Candidius acquit l'intime conviction que les missionnaires devaient s'engager à rester au moins dix ans sur l'île afin d'apprendre la langue locale, sans quoi ils ne pourraient être efficaces que de manière superficielle. Il demanda que les missionnaires, lui compris, qui venaient célibataires, épousent des femmes indigènes afin de les sensibiliser aux coutumes et aux besoins de ceux qu'ils espéraient convertir. Il écrivit plus tard, probablement en 1628 : 
« Je crois avec confiance que sur cette île de Formose, il peut s'établir ce qui deviendra (...) la première communauté chrétienne de toutes les Indes [les Indes néerlandaises orientales] (...) il n'existe pas dans toutes les Indes une nation plus coopérative et plus désireuse d'accepter l'Évangile. »
Dans un grand village où Candidius prêcha, les villageois ne crurent d'abord pas que le christianisme était plus puissant que leurs anciennes religions. Ils lui proposèrent d'accepter une compétition entre leurs religions, en rendant une de leurs maisons chrétienne pour voir si, avec le temps, elle prospérerait plus que les autres. Très frustré, Candidius se demanda s'il ne valait pas mieux demander au gouvernement de la Compagnie des Indes d'ordonner à toutes les femmes et tous les enfants de suivre ses cours de catéchisme. Le gouvernement refusa, cependant, et quatre ans plus tard, sans compétition ni ordre du gouvernement, Candidius rapporta avec joie que tous les habitants du village « ont jeté leurs idoles et prié le seul et unique vrai Dieu Tout-puissant ».
Candidius fut bientôt rejoint par un autre missionnaire venu de Rotterdam, Robert Junius, né d'un père néerlandais et d'une mère écossaise, qui pendant les quatorze années qui suivirent (1629-1643), prêcha le christianisme à Formose. Un rapport d'un entretien avec Junius raconte l'expansion du christianisme sur les plaines de la côte est, dans sept villages au nord de Fort Zeelandia et environ vingt-trois au sud. L'œuvre était intitulée De la conversion de cinq mille neuf cents Indiens sur l'île de Formose près de la Chine. À son arrivée sur l'île, comme la plupart des premiers missionnaires de la Compagnie des Indes orientales, il prêchait d'abord en néerlandais ce qui déconcertait les indigènes, mais après deux ans sans résultats, il « apprit le langage barbare et l'idiome rude de ces gens ». Quand Junius quitta Formose en 1643, il y avait plus de 70 000 chrétiens à Formose, parmi lesquels il avait baptisé plus de 54 000 adultes dans trente-neuf villages. Un presbytère fut fondé, et dans six villages au nord de Fort Zeelandia, des écoles étaient en place, avec près de six cents élèves recevant l'enseignement de huit professeurs néerlandais et cinquante-quatre chrétiens indigènes. L'instruction se faisait en sinkan, un des cinq dialectes principaux de l'île.
La rapide croissance du nombre de chrétiens dans les villages conduisit à la formation d'une nouvelle église en divisant la première existante en deux : l'église de Zeelandia et celle de Soulang. Alors qu'il était encore à Formose, Robert Junius avait rassemblé soixante-dix jeunes garçons, âgés de dix à treize ans, dans une école où ils recevaient un enseignement de la religion chrétienne en sinkan, écrivant la langue en alphabet latin. Soixante filles environ suivaient un enseignement analogue dans une autre classe. En 1636, Junius demanda la permission d'envoyer cinq ou six de ses élèves les plus prometteurs aux Provinces-Unies pour devenir prêtres. Il écrivit au gouverneur de Fort Zeelandia : « Nous croyons qu'un tel clergé indigène peut faire beaucoup plus que tous nos prêtres néerlandais réunis. »

### Missions catholiques espagnoles
En mai 1626, Bartolomé Martinez et cinq frères dominicains furent les premiers Espagnols à venir à Formose, accompagnant une force expéditionnaire espagnole. Ils construisirent une maison sur l'île de Siaryo, près de l'actuel Keelung. Les indigènes s'enfuirent vers les collines en entendant le bruit des canons espagnols. Parmi eux, un Chinois marié à une femme de Formose apprit que certains des intrus étaient des religieux, et descendit des collines pour rencontrer le père Martinez. Les indigènes crurent les prêches de Martinez et suivirent les messes catholiques. Une église fut construite à Keelung pour la communauté chinoise qui y vivait.
Vers 1629, un fort fut construit par les Espagnols près de l'actuel Danshui. Quand ils entendirent parler de l'invasion espagnole, les Néerlandais attaquèrent le fort mais furent repoussés. Cependant, Martinez perdit la vie lors du voyage de retour à Siaryo. Une autre église fut construite à Taparri (près de l'actuel Keelung) par le père Jacinto Esquivel, et deux villages furent convertis aux catholicisme en deux ans. Mais la tâche des missionnaires ne fut pas toujours facile. Dans un village nommé Pantaos, le père Vaez de Santo Domingo fut criblé de flèches, puis décapité, par des membres de la tribu Senaar, dont certains étaient hostiles à la venue des intrus.
Malgré le danger constant, les frères dominicains étaient toujours déterminés à se rendre dans les zones montagneuses pour prêcher la « bonne parole » aux indigènes. Ils établirent des villes comme San Lorenzo, Santa Catalina et Santiago.
En mars 1636, le gouverneur de Keelung envoya des gens à Paktau pour acheter du riz aux indigènes. Mais le père Luis Muro devait être accompagné de troupes car Paktau était l'endroit où les assassins du père Vaez de Santo Domingo avaient trouvé refuge, Bien qu'il ait eu l'intention de dire aux assassins qu'il leur pardonnait, un malentendu causa le meurtre du père Muro et de vingt-cinq autres personnes. Le gouverneur de Keelung, enragé, prit des mesures radicales pour rétablir la paix dans le nord de Formose, si bien que les Dominicains purent se déplacer sans craindre les attaques.
Cependant, vers 1635, le nouveau gouverneur des Philippines espagnoles, Don Sebastián Hurtado de Corcuera, considérait que la présence des troupes et des missionnaires espagnols à Formose n'était pas nécessaire, et abandonna donc progressivement l'île aux Néerlandais. En 1638, il ordonna la destruction et l'abandon du fort espagnol à Danshui. L'année suivante, trois des quatre compagnies espagnoles reçurent l'ordre de rentrer à Manille, ce qui rendait Keelung vulnérable aux attaques néerlandaises. 4 500 catholiques vivaient sur l'île en 1639.
Une force de reconnaissance de 3 000 soldats espagnols arriva en 1641 et le fort fut brièvement soumis à la canonnade. En 1642, les Néerlandais revinrent à Keelung avec une plus grande armée, et les trente Espagnols encore en garnison offrirent peu de résistance avant de se rendre.
Parmi les prisonniers se trouvaient les frères Basilio del Rosario et Pedro Ruiz, les prêtres Juan de Los Angeles et Teodoro Quiros. Ils furent amenés à Fort Zeelandia, et envoyés à Djakarta où ils furent bien accueillis par un général néerlandais, qui leur permit finalement d'être rapatriés à Manille. Mais les catholiques furent interdits de séjour à Formose pendant les vingt années qui suivirent.

### Fin des missions néerlandaises (1653 - 1661)
La dernière décennie des missions néerlandaises à Taïwan fut marquée par des problèmes avec la Batavie sur le personnel et le financement, et par la menace grandissante de Koxinga et de ses partisans chinois à Formose. Malgré ces mauvaises conditions, l'église de Formose fut maintenue en vie par Antonious Hambroek et de nombreux jeunes prêtres, dont certains avaient été formés par Junius aux Provinces-Unies. Les nouveaux missionnaires, découragés par les trop nombreux langages existant sur l'île, proposèrent que l'instruction religieuse soit dispensée en néerlandais, un langage connu des jeunes habitants de Formose et de la plupart des négociants chinois. Les autorités néerlandaises de Formose avertirent du plan d'invasion de Koxinga, mais les autorités bataves rejetèrent l'avertissement comme pure spéculation.
Les Néerlandais furent chassés de Formose par le patriote chinois Koxinga (Cheng Ch'eng-kung), fils d'un pirate chinois et d'une femme japonaise, très loyal à la dynastie Ming, qu'il avait servi comme amiral jusqu'à l'avènement de la dynastie Qing mandchoue. Ayant besoin d'une base pour sa flotte pirate, il choisit Taïwan, et attaqua la petite garnison néerlandaise de Zeelandia avec 25 000 hommes, alors qu'il avait d'abord protesté qu'il n'avait pas l'usage d' « un si petit pays plein d'herbe comme Formose ».
Parmi les victimes du conflit se trouvèrent Antonious Hambroek, sa femme et ses filles. Hambroek avait été nommé principal d'un séminaire qu'il n'eut jamais l'opportunité d'ouvrir. Il fut capturé dans sa maison de campagne et exhibé devant le fort avec sa femme et ses enfants, alors que Koxinga menaçait de tuer tout le monde si les Néerlandais ne se rendaient pas immédiatement. Cette menace n'ayant pas eu d'effet, Koxinga envoya Hambroek au fort pour demander à ses compatriotes de se rendre. Au lieu de cela, Hambroek incita les Néerlandais à tenir le fort du mieux qu'ils pouvaient, même si cela entraînait sa mort ainsi que celle de sa famille. Deux de ses filles avaient réussi à s'échapper et à rentrer au fort, mais quand le gouverneur lui dit de ne pas revenir vers Koxinga et de rester en sûreté avec ses filles, Hambroek refusa et revint vers Koxinga avec la réponse des Néerlandais. Il fut décapité en public avec plusieurs autres missionnaires, et plusieurs femmes et enfants. Hambroek fut considéré par les Néerlandais comme un martyr à partir de ce jour. Il a été rapporté que quatre ou cinq autres missionnaires ont subi le même sort, certains exécutés par décapitation, d'autres par crucifixion.
Fort Zeelandia se défendit contre les forces écrasantes de Koxinga pendant près d'un an, mais les troupes finirent par se rendre en 1662 ; la reddition néerlandaise mit un terme brutal aux missions d'évangélisation. Deux cents ans après la défaite et l'expulsion des Néerlandais de Taïwan, la nouvelle vague de protestantisme qui atteignit l'île au XIXe siècle fut anglaise.

## Persécutions sous Koxinga et le régime mandchou
Les chrétiens de Formose, qui étaient officiellement les alliés des Néerlandais, abandonnèrent lentement la foi chrétienne en l'absence des missionnaires et des membres de la Compagnie des Indes orientales. Ces autochtones n'avaient pas de professeurs ni de textes religieux écrits dans leur langue maternelle.
En 1662, le père Victorio Ricci, un frère dominicain, visita Taïwan, et durant sa seconde visite à Keelung en 1666, des indigènes lui demandèrent de lui administrer les sacrements. Malgré la courte durée de son séjour, il put baptiser de nombreux enfants et recevoir des confessions. Après le départ de Ricci, les Dominicains tentèrent d'envoyer d'autres missionnaires pour reprendre le travail de leurs prédécesseurs. La première tentative eut lieu en 1673, mais les arrivants furent mal accueillis par les successeurs de Koxinga et sept mois plus tard, ils furent forcés de rentrer à Manille.
Malgré la défaite du régime de Koxinga en 1683 et la conquête de Taïwan par les soldats mandchous de la dynastie Qing, les missionnaires chrétiens, catholiques ou protestants, restèrent interdits de séjour à Taïwan. La seconde tentative des catholiques en 1694 fut également arrêtée par le nouveau régime et dut être abandonnée.
Cependant, même en 1715, le jésuite français Joseph de Mailla rencontra plusieurs natifs de Formose qui comprenaient le néerlandais et écrivaient leur langue en alphabet latin. L'usage de la langue locale en alphabet latin perdura jusqu'à la seconde moitié du XIXe siècle.

## Fin de la dynastie Qing

### Missions catholiques espagnoles

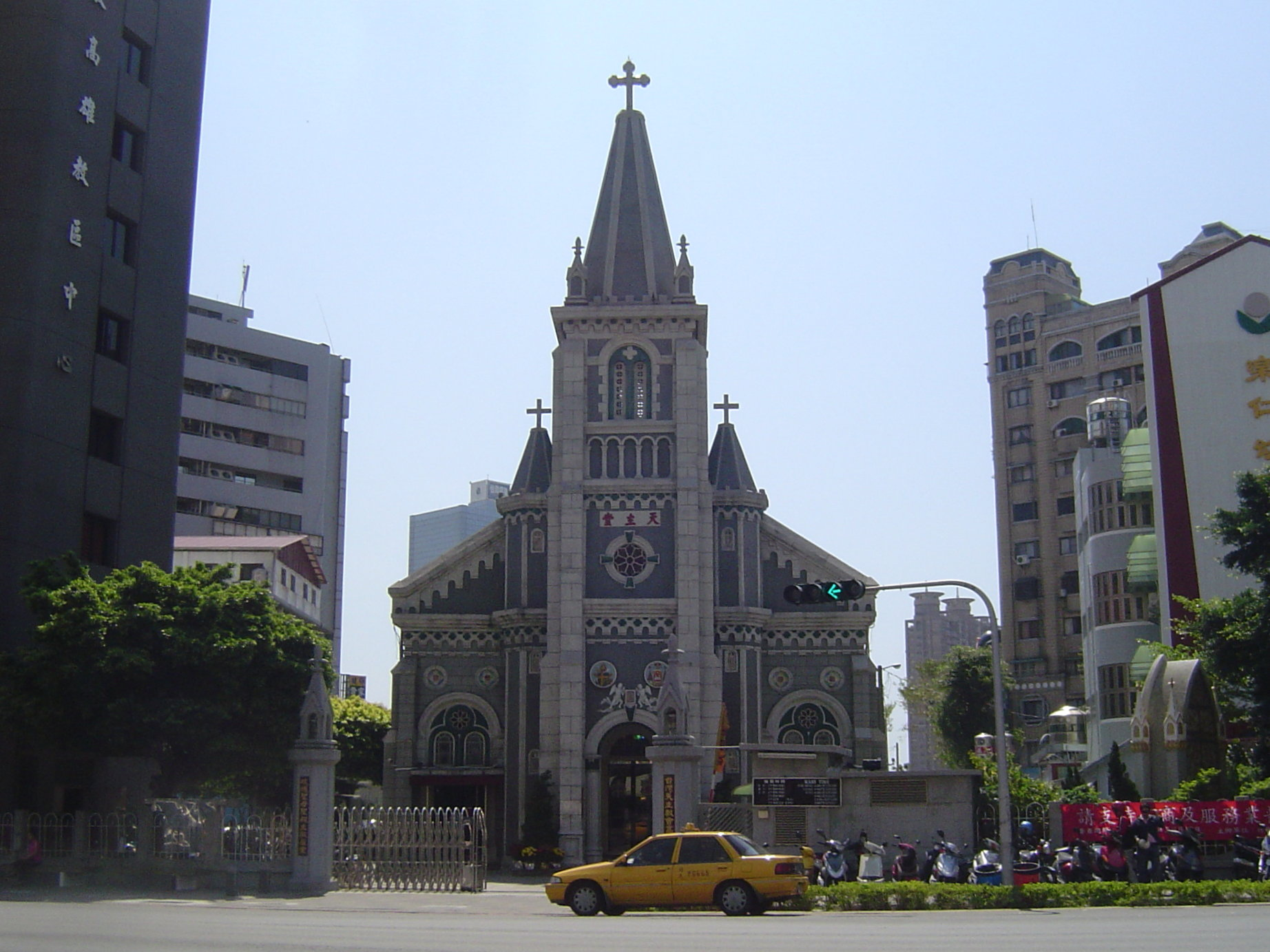
Première Chapelle Catholique à Taïwan.

La signature du traité de Tianjin en 1858 ouvrit les principaux ports de Taïwan aux marchands étrangers. En 1858, le Dominicain espagnol Antonio Orge fut autorisé à reprendre la mission de Formose. Le père Orge informa Manille de ces événements, et quelques semaines plus tard, le père Fernando Sainz et le père Angel Bofurull furent envoyés à Formose via Fujian en 1859. Accompagnés par trois catéchistes chinois, ils arrivèrent à Takao.
Ce ne fut pas avant 1861 que le père Sainz et un catéchiste se décidèrent à se rendre dans les plaines de Makatao, vers les villages de Bankimcheng et Wanjin. Le voyage était dangereux, traversant le territoire hostile des Hakka. Sainz pensait que les indigènes non-chinois de Bankimcheng seraient plus réceptifs à l'Évangile et moins hostiles. Les premiers baptêmes à Wanjin eurent lieu en 1862. L'année suivante, Sainz acheta un terrain pour construire une petite église à Wanjin. En décembre 1863, quarante-sept personnes furent baptisées.
Pendant l'année 1867, un groupe de Hakka kidnappa le père Sainz et demanda une rançon. Les autres prêtres demandèrent l'aide du consulat britannique pour obtenir des mandarins de Taïwan la libération de Sainz. Le magistrat du comté de Fengshan, craignant un incident diplomatique, ordonna aux Hakka de relâcher Sainz. Avertis de l'action du magistrat, les Hakka tentèrent de piéger Sainz en lui promettant une libération immédiate s'il payait une rançon inférieure à celle du début. Les indigènes virent la capitulation de Sainz comme un sérieux frein à leur espoir de vaincre les Hakka en s'alliant aux catholiques. Les événements marquèrent la mission dominicaine à Wanjin.
D'autres problèmes survinrent en 1868, qui apportèrent un sérieux revers de fortune à la mission. Les marchands étrangers et l'intendant Qing local entrèrent en conflit sur la tentative de l'intendant de monopoliser le commerce du camphre, ce qui dégénéra en un mouvement anti-étranger général. En avril 1868, les foules en colère démolirent la chapelle dominicaine espagnole de Kaoakhi et la mission presbytérienne de Fengshan. Il y eut d'autres attaques et accusations contre les missionnaires en juillet et en septembre. Cette confrontation entre le gouvernement chinois et la communauté étrangère ne prit fin que quand un bateau de guerre britannique fit débarquer des troupes à Anping (le port de Tainan) en novembre 1868. Face à une puissance de feu supérieure, les mandarins Qing durent indemniser les marchands et les missionnaires pour les biens qu'ils avaient perdus, proclamer l'innocence des missionnaires et reconnaître leur droit de travailler sur l'île.
L'application de moyens militaires humiliant les mandarins Qing transforma le climat politique dans lequel les frères dominicains travaillaient. Les Hakka, ne pouvant plus compter sur le soutien des mandarins, avaient désormais des raisons de craindre les dominicains, et devinrent moins actifs dans leurs actions à Wanjin. Par conséquent, quand le père Herce fut victime de vol en se rendant à Wanjin dans l'été 1869, les chefs de la ville dont les voleurs venaient firent en sorte que les objets volés soient restitués. L'humiliation des mandarins avait donné une aura de puissance aux dominicains qui leur conférait, ainsi qu'à leur religion, un nouveau prestige.
Comme le villageois espéraient la protection des dominicains, la démonstration de force des Britanniques en 1868 mena finalement à une vague d'enthousiasme de la part des villageois pour la religion des étrangers. En septembre 1869, le père Colomer rapporta le succès de sa mission et la croissance rapide du nombre de catéchumènes.

### Missions presbytériennes britanniques et canadiennes

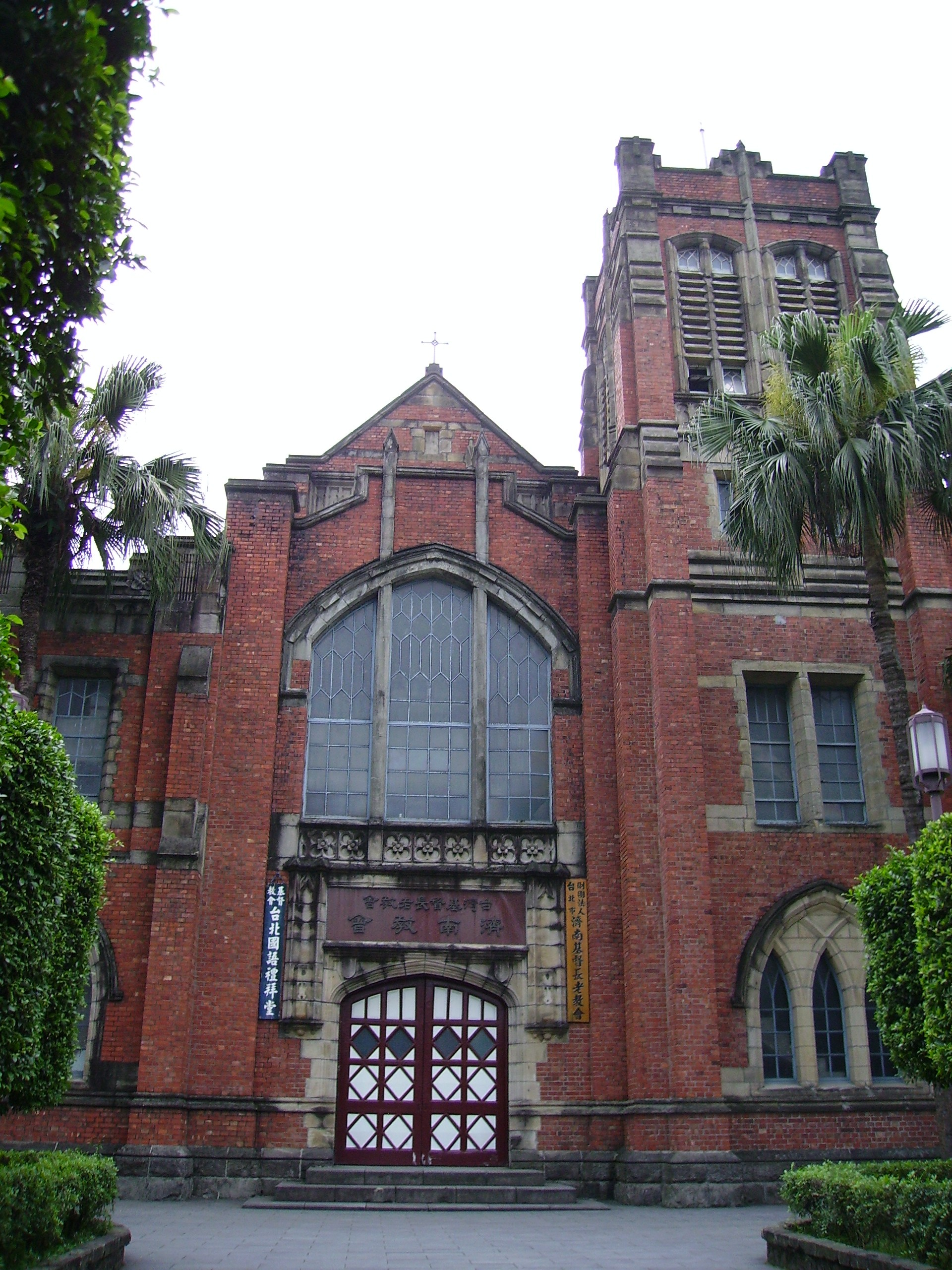
L'église presbytérienne de Taipei.

La signature de la convention de Pékin en 1860 ouvrit également les ports de Taïwan aux marchands étrangers. Le traité comportait des clauses qui permirent l'ouverture de toute la Chine aux missionnaires.
Arrivés sous la protection de la convention de Pékin, des membres de la mission presbytérienne du Royaume-Uni arrivèrent sur l'île pour y établir une mission. Ils s'installèrent à Tainan au sud-ouest de l'île, près de l'ancien site de la mission néerlandaise des années 1600. Une décennie après, en 1873, un second groupe de presbytériens, cette fois venus du Canada, s'installèrent à Danshui au nord-ouest de l'île, à quelques kilomètres du bassin de Taipei.
Les deux missions travaillèrent de manière similaire, mais avec des résultats variés. La mission britannique disposait de plus de ressources et de personnel, et put s'établir la première parmi les Taïwanais et les peuples aborigènes. Sous la direction du docteur James Laidlaw Maxwell, ils fondèrent des hôpitaux et introduisirent la médecine occidentale à Tainan et dans les environs. Dans les années 1870, ils fondèrent des écoles primaires et secondaires. George Ede, un des missionnaires arrivés dans les années 1870, fonda une école nommée Zhangzhong High School à Tainan en 1885 ; l'école devint un des principaux établissements d'enseignement du sud de Taiwan et joue encore un rôle aujourd'hui . Quand la communauté presbytérienne de Taiwan devint suffisamment importante, les missionnaires ouvrirent un séminaire pour former un clergé taiwanais, et, vers 1885, ils publièrent un hebdomadaire écrit en taïwanais « romanisé » (transcrit en alphabet latin).
Le missionnaire canadien George Leslie Mackay, dès son arrivée en 1872, travailla activement à faire de Danshui, puis du bassin de Taipei, l'emplacement d'importantes églises presbytériennes. Comme ses homologues britanniques dans le sud de l'île, il était autant un modernisateur qu'un évangélisateur. Durant les quelques décennies qu'il passa à Taïwan, il y fonda un hôpital, des écoles et un séminaire.
Cette période prit fin en 1895 quand le Japon réclama Taïwan après sa victoire sur l'empire Qing lors de la guerre sino-japonaise.

## Période coloniale japonaise

### De 1895 à 1925
Le Japon reçut Taïwan comme butin de guerre de la Chine, mais découvrit que le peuple taïwanais ne voulait pas les laisser en paix. Bien que leur résistance soit courte dans le nord de l'île, des chefs résistants basés au sud à Tainan combattirent les Japonais pendant toute l'année 1895. Les nouveaux dirigeants japonais reconnurent la valeur de Taïwan, et transformèrent cette province chinoise négligée en colonie dotée d'une bonne infrastructure, afin que l'île se développe rapidement.
Les Japonais virent ce que les missions presbytériennes avaient réussi en romanisant le langage taïwanais, avec l'éducation et l'introduction des techniques médicales occidentales. Ils savaient également, de par leur expérience des missions chrétiennes au Japon, les problèmes que pouvaient poser plusieurs courants différents travaillant simultanément. En conséquence, pendant les vingt premières années de leur règne, ils refusèrent l'entrée de Taïwan à tous les missionnaires protestants autres que presbytériens. Cela permit le développement d'une unique église protestante sans « toutes les complications des diversités de dénominations ».
Pendant au moins quarante ans, l'église presbytérienne prospéra et prit une forte influence partout dans l'île. Vers 1910, les presbytériens s'étaient installés dans le nord et le sud de Taïwan, et les chefs de l'église ne parlaient que d'un seul presbytère gérant toute l'île. Plus important, les missionnaires créèrent facilement une église presbytérienne taïwanaise indépendante, dirigée par des Taïwanais, qui était largement en place en 1920. L'église presbytérienne resta la seule église protestante de Taïwan jusqu'en 1925.

### De 1925 au début des années 1930
En 1925, les Japonais permirent aux protestants chinois du continent d'entrer sur l'île qui se développait rapidement. Des évangélistes d'une église pentecôtiste basée en Chine, la « Véritable Église de Jésus », vinrent travailler parmi les habitants chinois de l'île. La même année, des missionnaires taïwanais et japonais de l'« Église de la Sainteté du Japon », une église fondée par des missionnaires américains de la Sainteté en 1905, vinrent également à Taïwan. Les deux groupes trouvèrent des adeptes, et le monopole de soixante ans de l'église presbytérienne sur l'île prit fin. C'est entre 1926 et 1945 qu'une communauté multi-facettes de protestants taïwanais commença à émerger. Les évangélistes de la Véritable Église de Jésus et de la Sainteté entrèrent en compétition les uns avec les autres, ainsi qu'avec les presbytériens, pour l'attention des Taïwanais et des Hakka, et firent également quelques tentatives auprès des indigènes des montagnes.

#### La Véritable Église de Jésus à Taïwan
La Véritable Église de Jésus, fondée en 1917 à Pékin, avait au début des années 1920 des églises jusqu'aux frontières nord de Guangdong. Le début de son évangélisation à Taïwan n'eut pas lieu sur l'île elle-même, mais à Fujian, une province située en bordure du détroit de Taïwan. C'est dans la ville de Zhangzhou que des Taïwanais entendirent pour la première fois les sermons de Barnabas Zhang, un des fondateurs de la Véritable Église de Jésus. Certains d'entre eux rejoignirent l'église au début des années 1920, et en 1924, décidèrent de retourner sur leur île pour y répandre la doctrine.
Une mission préliminaire à l'automne 1925 se révéla très encourageante. Le printemps suivants, un des nouveaux convertis, Huang Zhencong, invita Barnabas Zhang à Taïwan. Zhang était le plus dynamique, et aussi le plus controversé, des trois fondateurs de l'église, les autres étant Paul Wei et Zhang Xinsheng. Barnabas Zhang se rendit à Taïwan en mars 1926, accompagné par Huang et Yang Yelimei, un autre converti taïwanais. Des semaines d'évangélisation intense s'ensuivirent. Zhang et ses confrères taïwanais visitèrent beaucoup de villes et de villages et y prêchèrent leur doctrine. Des officiels et des membres de l'église presbytérienne de Taïwan contestèrent les méthodes des évangélistes, ce qui produisit un conflit entre le courant principal et l'église chinoise, qui est toujours d'actualité.
Quelques mois après cette première campagne d'évangélisation, plusieurs membres de l'église taïwanaise, qui habitaient alors à Fujian, furent chargés de continuer le travail à Taichung, une ville située au centre de l'axe nord-sud de l'île. Philemon, un diacre de l'église presbytérienne, fut baptisé et aida à l'établissement d'une congrégation de la Véritable Église de Jésus à Taichung.
Au printemps 1927, d'autres évangélistes de la Véritable Église de Jésus, comme Jian Yabo et Kuo Meidu, firent le voyage sur le détroit de Taïwan pour « répandre la véritable doctrine ». Encore une fois, ils ciblaient les Taïwanais déjà chrétiens, plutôt que la majorité chinoise non-chrétienne. Les membres de la communauté presbytérienne étaient, en effet, réceptifs à leur message. La même année, un autre évangéliste taïwanais, John Wu, voyagea de Xiamen à Tainan, et, utilisant des moyens comme l'imposition des mains, parvint à convaincre de nombreuses personnes de la puissance de sa doctrine. Sa technique et son prêche furent si efficaces qu'il put établir une Véritable Église de Jésus à Tainan en avril 1927. Les huit années qui suivirent, ce noyau d'évangélistes, avec l'aide de nombreux convertis, continua de prêcher et de répandre les doctrines de l'église. Les quartiers généraux de l'église au sud de Taïwan s'établirent à Tainan, où l'église presbytérienne avait déjà ses quartiers généraux.
De Tainan à Taichung, les membres de l'église se répandirent dans les campagnes, les villes et les villages. De nombreux convertis de cette époque étaient d'anciens membres de l'église presbytérienne. Les archives de la Véritable Église de Jésus font mention de diacres et de membres de l'église presbytérienne reconnaissant la « vérité » des croyances de la Véritable Église de Jésus et se faisant rebaptiser pour recevoir « le don du Saint-Esprit ». Dans le courant de l'année 1928, il y eut de nombreuses conversions dans des villes comme Talin, Xiazhai et Chiayi. Taipei vit la fondation de sa première Véritable Église de Jésus en 1930 ; la même année, une église fut fondée dans la ville de Hualian sur la côte est. En 1934, même Taitung, la plus grande ville du sud-est de l'île, avait sa congrégation de la Véritable Église de Jésus.
Il y avait cependant une population qui n'avait pas été touchée par la Véritable Église de Jésus : les aborigènes des montagnes de Taïwan. À partir du milieu des années 1930, l'église tenta d'atteindre ce peuple. Mais il y avait un obstacle important : le gouvernement japonais. Ses membres tentaient de garder à distance les Chinois et les aborigènes des montagnes, allant jusqu'à créer pour les aborigènes des réserves, où des clôtures électriques séparaient les deux populations souvent antagonistes. Quand les presbytériens avaient tenté de poursuivre leurs efforts des années 1880 et fonder des églises pour les gens des montagnes, les autorités japonaises avaient décidé que seules les congrégations chrétiennes japonaises pouvaient travailler auprès des populations des montagnes.
Les évangélistes de la Véritable Église de Jésus travaillèrent donc avec ceux des aborigènes qui avaient été intégrés au peuple des plaines. Leur premier converti était un homme nommé Tian Sando. Il avait passé du temps dans un sanatorium, souffrant de la tuberculose, quand il entra en contact avec les évangélistes. Selon les historiens de l'église, « il fut soigné par le Seigneur dans la Véritable Église de Jésus et devint le premier croyant des montagnes ».

#### L'Église de la Sainteté à Taïwan
Pendant l'occupation japonaise, des Taïwanais vivant au Japon se convertirent à l'Église de la Sainteté. En 1926, des Taïwanais devenus membres de l'Église de la Sainteté du Japon rentrèrent chez eux, accompagnés par des pasteurs japonais, et commencèrent à répandre leur nouvelle religion.
Les tentatives de l'Église de la Sainteté avaient commencé en 1901, quand des missionnaires américains de la Mission orientale venus à Tokyo avaient prêché leur religion aux Japonais. En 1905, les missionnaires avaient gagné assez de convertis pour établir leur église de l'Extrême-Orient, et pendant les deux décennies qui suivirent, les missionnaires et leurs convertis japonais considérèrent Taïwan comme un site où envoyer des missions. Ils visitèrent l'île en 1913 et en 1917, mais à aucune de ces deux visites, ils ne pensèrent qu'il était temps de commencer l'évangélisation. Mais en 1926, ils étaient prêts. Sous la direction du pasteur Zhong Tianjing, les convertis s'installèrent à Taipei en janvier et commencèrent leur campagne d'évangélisation. En quelques jours, une Église de la Sainteté fut organisée sur la route de Zhongshan. Elle servit de quartier général à la nouvelle congrégation. Le pasteur Zhong s'installa alors à Kaohsiung, un port au sud-ouest de l'île. En quelques mois, un noyau de croyants établit une église dans la rue de Gaishang. Zhong continua ses prêches itinérants qui attirèrent un public. En novembre, il était sur la côte est de l'île, au port de Hualian. Encore une fois, la population locale accueillit bien son message, et une autre église fut fondée. Ainsi, en moins d'un an, l'Église de la Sainteté établit trois églises à Taiwan. Le pasteur Zhong rentra à Tokyo à la fin de l'année 1926, mais revint à Taïwan en novembre 1927. Il rencontra à nouveau le succès. Il établit une église ce mois à Taitung au sud-est de l'île. En décembre 1927, il alla au port de Keelung, développé par les Japonais, au nord-est de Taipei. Il y fit une série de sermons qui trouvèrent un public attentif. Certains des protestants de la ville le rejoignirent et fondèrent l'Église de la Sainteté de Keelung.
Les chefs tokyoïtes de l'Église de la Sainteté firent le bilan de la situation à Taïwan au début de l'année 1928. Beaucoup avait été fait pendant les deux années précédentes. Des congrégations fonctionnaient à huit endroits de l'île, et les Japonais estimèrent devoir former un groupe de chefs pour cette communauté en pleine expansion. Un mois plus tard, le pasteur Wang Xiyuan prêcha dans les ports des environs de Tainan, et son travail permit de fonder l'Église de la Sainteté de Xigang. Quand les chefs de l'Église de la Sainteté, à la fois les missionnaires occidentaux et leurs convertis asiatiques, se réunirent au printemps 1929, ils purent trouver une église japonaise de plus en plus indigène, et leur nouvelle création, une communauté taïwanaise répartie un peu partout dans l'île.
En 1930, il y avait des Églises de la Sainteté dans seize endroits différents de Taïwan. L'année suivante vit la fondation d'une autre église à Chiayi et l'établissement d'une communauté à Taitung, la plus isolée des villes de Taïwan.

#### L'Église presbytérienne taïwanaise
L'Église presbytérienne reconnut l'existence de ses nouvelles rivales, mais ses dirigeants continuèrent d'appliquer les mêmes lignes de conduite qui avaient été définies dans les décennies précédentes, et leur église continua de croître, même si leurs rivaux gagnaient des membres. Il y a plusieurs raisons à cela. L'église presbytérienne était la plus ancienne et la mieux ancrée des trois églises. De plus, elle fournissait aux Taïwanais des services utiles, comme l'éducation et les hôpitaux, ce que les nouveaux arrivants ne pouvaient pas encore faire avec leurs ressources limitées. Les Japonais ne considéraient pas le système presbytérien comme un rival pour leurs propres écoles, et les laissèrent donc les ouvrir. Les écoles presbytériennes, comme le lycée de Tainan, offraient aux Taïwanais un niveau d'instruction plus élevé que celui des écoles japonaises. Comme les presbytériens offraient des services sociaux, ils gagnèrent des adhérents parmi les membres de la classe moyenne émergente de Taïwan. Les dirigeants de l'église estimaient que leurs principaux problèmes venaient des Japonais, pas des églises protestantes rivales.

### Du milieu des années 1930 à 1945
Au milieu des années 1930, les conditions de travail des presbytériens commencèrent à changer, à cause de leur lien avec les églises presbytériennes britanniques et canadiennes. La Véritable Église de Jésus, liée quant à elle à la Chine, dut également faire face à des restrictions. Les raisons de cette situation sont liées à l'histoire du Japon pendant cette décennie. Alors que le Japon voyait monter le nationalisme et le militarisme, il connut également une forte hostilité vis-à-vis des influences étrangères. Cependant, l'Église de la Sainteté, malgré son origine américaine et son lien avec l'Église de la Sainteté américaine, avait fait partie de la vie du Japon pendant plus de trente ans, et était donc considérée comme acceptable. Le gouvernement permit donc aux évangélistes de la Sainteté de continuer leur travail à Taïwan.
L'avantage accordé à l'Église de la Sainteté se ressentit en 1930 avec la fondation d'églises à Hsinchu, Yuli et Xizi, mais aussi dans la grande métropole centrale de Taichung. Au milieu des années 1930, l'église perdit des membres ; cependant, elle put compenser ces pertes, et à la fin des années 1930, elle connut une nouvelle période d'expansion. Ainsi, en 1939, l'Église de la Sainteté de Hsinchu fut établie.
Quand la Seconde Guerre mondiale atteignit le Pacifique, les dirigeants des églises comprirent qu'ils faisaient face à une lutte pour leur survie. Le mouvement d'ultranationalisme qui gagnait le Japon modifia les structures religieuses de Taïwan. De 1937 à 1945, le gouvernement japonais interdit la religion locale taïwanaise et imposa la religion d'État shintoïste. Les institutions chrétiennes furent elles aussi affectées. Les historiens de l'Église de la Sainteté de Taiwan pensent que l'une des raisons de l'attaque des Japonais envers les chrétiens était que les chrétiens ne reconnaissaient pas les kami, les dieux de la religion shintoïste. Une autre serait que les chrétiens croyaient en Jésus, un être divin qui était né juif. Enfin, les chrétiens croyaient en l'Apocalypse et au règne de mille ans du Christ, ce qui était incompatible avec les représentations japonaises du futur.
Les autorités de Taïwan désignèrent des dirigeants japonais pour prendre la tête des trois églises chrétiennes. La Véritable Église de Jésus fut appelée « Véritable Église de Jésus japonaise » en 1941. Les Japonais restructurèrent également l'église presbytérienne. L'année suivante, ils formèrent une Kyodan (église) japonaise chrétienne qui combinait les presbytériens et l'Église de la Sainteté japonaise. Le gouvernement saisit toutes les propriétés contrôlées par les presbytériens, achevant ainsi la japonisation des églises chrétiennes de Taïwan.
Cette restructuration ne dura que peu de temps, car en octobre 1945 le Japon perdit le contrôle de Taïwan. Le Japon avait en effet perdu sa suprématie militaire en Extrême-Orient, son empire et son pays étaient en ruines. Les Japonais quittèrent Taïwan dans les mois qui suivirent le 25 octobre 1945, date de leur capitulation officielle. Les nationalistes chinois vinrent prendre leur place.

## Période chinoise

### De 1945 à 1948
Les forces militaires et civiles chinoises qui prirent possession de Taïwan en 1945 étaient, de plusieurs manières, très représentatives du gouvernement nationaliste chinois de 1945. Les officiels de Kuomintang considéraient clairement les Taïwanais comme suspects, car influencés par de longues années de contrôle par le Japon. Ils virent également l'île comme une ressource à piller et commencèrent à rafler systématiquement les ressources industrielles développées avec l'aide des Japonais, afin de financer la Guerre civile chinoise qui faisait rage. Les troupes faisaient également des dégâts, si bien que les Taïwanais les détestèrent rapidement autant que la population chinoise dans sa globalité détestait et craignait l'armée nationaliste. Taïwan découvrait à son grand regret ce que signifiait faire partie de la République populaire de Chine. Le résultat de ce traitement de Taïwan comme territoire occupé fut le massacre du 28 février 1947. Un an plus tard, en 1948, les nationalistes chinois admirent que les bureaucrates et les militaires étaient allés trop loin, et firent des tentatives d'élimination de la corruption.
Les trois églises — l'église presbytérienne, la Véritable Église de Jésus et l'Église de la Sainteté — virent la nouvelle situation de l'île de différents points de vue, ce qui leur fit adopter différentes manières d'agir. Les presbytériens se considéraient comme l'église qui représentait les Taïwanais, les Hakka et les aborigènes des montagnes. Leurs missionnaires avaient traduit la Bible en langue taïwanaise, chantaient les hymnes et dirigeaient les offices en taïwanais. L'Église de la Sainteté, désormais coupée de ses racines japonaises, dut effectuer d'importants réajustements. La Véritable Église de Jésus, quant à elle, était toujours fortement liée au continent chinois et ne se considérait pas en d'autres termes ethniques que « chinoise ». Ces différences de points de vue influencèrent la manière dont chaque église perçut la rétrocession de Taïwan par le Japon. Il y avait également des différences de perception des rapports de chaque église avec l'État. Les presbytériens étaient des activistes dans le domaine politique autant que dans le domaine spirituel, et protestèrent contre l'oppression. Les deux autres églises préféraient rester à distance des affaires politiques. La Véritable Église de Jésus et l'église presbytérienne firent d'importants progrès pendant cette période.

#### L'Église presbytérienne
L'armée nationaliste chinoise s'étant montrée hostile aux aspirations du peuple taïwanais, les dirigeants de l'église presbytérienne s'opposèrent explicitement au nouveau régime. Les dirigeants et les membres de l'église durent alors faire face à l'oppression. Mais ils continuèrent de s'opposer au gouvernement chinois même après le massacre du 28 février. La répression les obligea à faire profil bas, mais ils continuèrent de le dénoncer quand les circonstances le permettaient, ou quand les actions du gouvernement étaient si choquantes qu'ils ne pouvaient pas se taire. De plus, ils prirent une part active à la définition du programme du Parti démocrate progressiste. De 1945 à 1948, l'église presbytérienne soutint la répression des nationalistes chinois, se réorganisa et redéfinit ses relations de travail avec les missions occidentales. Une fois réorganisé, l'église put chercher à s'étendre à nouveau. Ses dirigeants renforcèrent leurs liens avec la communauté taïwanaise, pendant que les missionnaires occidentaux travaillèrent à plus grande échelle avec les aborigènes des montagnes, qui se montrèrent très réceptifs à leur message. L'expansion de l'église presbytérienne connut des sommets à la fin des années 1940 et pendant les années 1950.

#### Église du véritable Jésus
Les dirigeants de l'Église du véritable Jésus firent différentes tentatives de renforcer leur église tout en restant en dehors des affaires politiques. Après la rétrocession officielle de Taïwan, l'église se réorganisa d'une manière proche de celle de l'église presbytérienne. Pendant la guerre, l'église existait en tant qu'entité sous contrôle du Japon, ce que ses dirigeants affirmaient ouvertement durant les assemblées générales de 1942 à 1945. Après la rétrocession, ils prirent simplement le nom de « Véritable Église de Jésus » et non plus « Véritable Église de Jésus japonaise ». Leurs bureaux de Taichung, confisqués pendant la guerre, leur furent rendus, et la ville redevint le quartier général administratif et évangélique de l'église taïwanaise, ce qui est toujours le cas de nos jours. En septembre 1945, avant même que les nationalistes chinois aient pris le contrôle de l'île, les activistes de la Véritable Église de Jésus travaillèrent à leur réorganisation. Lors d'une assemblée en urgence, ils modifièrent la stratégie de l'église pour se consacrer à nouveau à son extension.
Lors de cette même assemblée, ils décidèrent de reprendre formellement le contact avec l'église de Chine. Cette ouverture fut bien accueillie, et les offices de Hunan, Xiamen et Guangdong, ainsi que les quartiers généraux de Shanghai, entrèrent en contact avec les dirigeants taïwanais de la Véritable Église de Jésus. Ils communiquèrent par courrier et en personne, pour discuter de leurs intérêts communs et de l'unité de l'église. Les quartiers généraux taïwanais devinrent rapidement membres de l'assemblée générale de l'église qui avait été rétablie en 1945.

#### L'Église de la Sainteté
Pendant la période qui suivit immédiatement la guerre, l'Église de la Sainteté fit face à de grandes difficultés, qui contribuèrent peut-être à sa décision de rester en retrait des affaires politiques et des conflits ethniques. Séparée de sa maison-mère japonaise, elle avait peu de dirigeants et peu de moyens financiers pour survivre par elle-même. Il lui fallait de nouveaux chefs et de nouvelles ressources pour continuer d'exister en tant qu'entité viable.

### Invasion de missionnaires (de 1949 à 1959)
En octobre 1949, le régime nationaliste s'effondra en Chine et un million et demi de personnes, certains avec leurs familles mais la plupart sans, se déplacèrent vers la nouvelle base insulaire du Kuomintang. De 1949 à 1959, le gouvernement se réorganisa. Les conseillers américains travaillèrent avec les dirigeants nationalistes pour réformer la politique et l'économie. De plus, ils apportaient de grandes quantités d'argent. Avec l'aide financière et les conseillers venus des États-Unis, les bureaucrates du Kuomintang commencèrent à remodeler la structure économique de Taïwan. Cette période de réformes en politique, économie et éducation permirent de créer un climat ouvert aux missionnaires occidentaux. Une autre raison était que les missionnaires étaient souvent aussi des agents de changement social. Les missionnaires établirent des postes de secours, des écoles primaires et secondaires, des universités, et développèrent des structures médicales comme des hôpitaux. Les efforts des missionnaires étaient un supplément au système que construisait le gouvernement.
Plusieurs missionnaires qui avaient subi la perte de la Chine, et cherchaient un nouvel endroit où poursuivre leur tâche, arrivèrent à Taïwan dans les années 1950. Ils commencèrent la conversion de milliers de Chinois. Le régime nationaliste accueillait des centaines de missionnaires occidentaux qui fuyaient la Chine pour Taiwan. À présent que Taïwan était le seul territoire des nationalistes, le Kuomintang réalisa qu'il fallait bien accueillir les missionnaires, au moins pour satisfaire leur partenaire américain. En retour, les missionnaires, dont beaucoup appartenaient à des mouvements conservateurs et anti-communistes, comme la Convention baptiste du Sud, soutinrent le président Chiang Kaishek auprès de Washington, et aidèrent à donner de Taïwan l'image d'un bastion vital contre « l'agression des Chinois Rouges ».
S'ensuivit une arrivée de missionnaires à grande échelle. En seulement cinq ans, le nombre de missions implantées sur l'île augmenta considérablement. Au début de l'année 1948, les seuls missionnaires étaient des catholiques et des presbytériens britanniques et canadiens ; les néo-évangéliques étaient encore à venir. Plus tard cette année-là, cependant, une femme de la Convention baptiste du Sud, Bertha Smith, se rendit de Chine à Taïwan et entreprit de commencer à y fonder une église pour les réfugiés chinois de l'île. Un couple représentant les Assemblées de Dieu, le principal courant pentecôtiste, vinrent aussi de Shanghai vers Taïwan en 1948. Finalement, les « Églises locales » de Watchman Nee envoyèrent également leurs représentants sur l'île. Witness Lee, le lieutenant de Watchman Nee, arriva sur l'île avec un groupe important de membres de cette église d'origine chinoise. Sous la direction de Lee, ils commencèrent à travailler avec les nouveaux réfugiés. En 1954, le nombre total de missionnaires s'élevait à 300. Vingt-cinq dénominations et églises indépendantes qui n'avaient entrepris aucune fondation d'église à Taïwan avant 1945 étaient désormais représentées sur l'île.
Sept églises protestantes majeures prirent part à ce mouvement, dont les Épiscopaliens, les Luthériens, les Méthodistes et l'Église réformée. Cependant, la majorité des missionnaires venaient de mouvement néo-évangéliques, pentecôtistes, de l'Église de la Sainteté, de la Convention baptiste du Sud, des baptistes conservateurs, de l'Église adventiste du septième jour, des Assemblées de Dieu et des missions orientales, tous ensemble sur l'île. La plupart des missions fondées étaient de petite taille, certaines églises étant représentées par un seul missionnaire ou une famille de missionnaires. Mais certaines grandes églises envoyèrent beaucoup d'hommes et de femmes conquérir le terrain. Les missions occidentales continuèrent de grandir au cours des années 1950. En 1959, il y avait plus de 600 missionnaires protestants sur place. En 1960, les églises représentant les grandes dénominations étaient bien enracinées dans la vie de l'île. La Convention baptiste du Sud, le plus grand courant protestant aux États-Unis, ne comptait que quelques membres à Taïwan au début des années 1950, mais en 1959, ils comptaient 7 315 membres chinois dans leur église. Pendant la même période, les adventistes du septième jour recensaient 20 000 membres, et les autres églises connaissaient une croissance similaire.

#### Convention baptiste chinoise
La Convention baptiste chinoise à Taïwan a ses origines dans une mission américaine du Conseil de mission internationale dirigée par un pasteur chinois en 1948. Les missionnaires vinrent sur l'île en 1948 avec un groupe de réfugiés, et commencèrent à travailler avec des baptistes chinois qui avaient fui le continent. En 1949, la première congrégation baptiste fut mise en place. De nombreux taïwanais, en 1949, s'attendaient à une invasion de la part des communistes : la guerre de Corée n'avait pas encore éclaté et l'île était considérée par beaucoup d'Américains et de Chinois comme mal protégée et vulnérable. Si bien que la Convention baptiste du Sud décida de ne pas envoyer de nouveaux missionnaires ni de ressources à Taïwan, et d'envoyer ceux qui voulaient travailler auprès des Chinois dans d'autres endroits comme Hong Kong ou les Philippines. La guerre de Corée, qui éclata pendant l'été 1950, changea la stratégie américaine. Les États-Unis considérèrent alors le Kuomintang comme le gouvernement légitime de la Chine. Alors que la Septième flotte américaine commençait à patrouiller dans le détroit de Taïwan, des conseillers militaires furent envoyés, ainsi que de l'aide militaire et humanitaire. Les dirigeants de la Convention baptiste du Sud, voyant que la République de Chine était prête à perdurer, décida alors d'allouer du personnel et des ressources aux missions taïwanaises. Celles-ci connurent une très bonne première décennie, puis la communauté baptiste de Taïwan s'élargit. Les raisons de ce succès sont diverses, mais la principale est que les missionnaires à Taïwan utilisèrent les mêmes méthodes qui avaient fait leurs preuves pendant des décennies sur le continent. Ils prêchèrent en chaire et sur des places publiques pour faire connaître leur foi. Ils distribuèrent des tracts, établirent des bibliothèques et des librairies, organisèrent des réunions à grande échelle, des retraites estivales et des camps d'étude de la Bible. Des églises baptistes ont fondé le Séminaire théologique baptiste de Taïwan en 1952. La Convention est officiellement fondée en 1954 sous le nom de Convention baptiste de Taïwan .

#### La mission des baptistes conservateurs
Un autre groupe baptiste commença à envoyer des missionnaires à Taïwan dans les années 1950 : les baptistes conservateurs. Ils s'établirent pour la première fois en 1952 avec l'arrivée de huit missionnaires sur l'île. Ils choisirent de se consacrer plutôt aux indigènes de Taïwan qu'aux Chinois, contrairement au Conseil de mission internationale. Ils concentrèrent d'abord leurs efforts sur les comtés de Nantou et de Yulin, puis continuèrent avec Changhua et Taichung. En 1960, ils avaient établi cinq congrégations. Ils établirent également des lieux de prêche qui leur permirent d'atteindre plus de personnes. Ils construisirent un centre d'étude de la Bible à Xilo, ce qui leur permit d'instruire des prêtres et des enseignants religieux. Ralph Covell, le chef de la mission, participa à la publication d'un magazine, Voice of Evangel, et soutint l'idée de créer des centres de lecture. Il chercha également à atteindre les Taïwanais et les aborigènes des montagnes, tentant pour cela de traduire des textes chrétiens en seedeq, une des langues des aborigènes. Il devint un des missionnaires les plus célèbres de l'île, et lui et ses coreligionnaires convertirent en tout plus de 400 personnes. Leurs premières années sont considérées comme couronnées de réussite, démontrant que les missionnaires néo-évangéliques pouvaient travailler aussi bien avec les indigènes taïwanais qu'avec les Chinois.

#### Les Assemblées de Dieu à Taïwan
En 1948, alors que la guerre civile chinoise était à son point culminant, il existait 88 missionnaires des Assemblées de Dieu en Chine. 148 églises furent installées et le nombre total de convertis atteignait 7 500. Les missionnaires travaillaient aussi dans le domaine de l'éducation. Six écoles bibliques étaient en activité à la fin des années 1940. Les Assemblées de Dieu, bien établies en Chine, craignirent que leurs efforts soient menacés, et en 1948, ils décidèrent d'essayer de se développer dans une autre région. Taïwan, selon eux, serait un refuge sûr pour leurs évangélistes et pourrait leur servir de nouveau point de départ. Deux familles de missionnaires des Assemblées de Dieu firent le voyage de Shanghai vers Taïwan en 1948. Ces missionnaires organisèrent des services religieux pour créer une nouvelle communauté pentecôtiste de Chinois sur l'île. Ils attirèrent des Taïwanais également, et de 1948 à 1950, ils parvinrent à former le noyau d'une communauté. Mais alors qu'ils commençaient à faire des progrès, les missions étrangères leur ordonnèrent de quitter l'île, craignant une invasion communiste. Un an plus tard, les missionnaires pentecôtistes revinrent à Taïwan, mais la situation avait régressé. En 1952, les Assemblées de Dieu décidèrent de se reconcentrer sur Taïwan, la « République de Chine » étant désormais militairement sécurisée. Cette année marque le véritable début de la mission des Assemblées de Dieu à Taïwan. Les missionnaires se basèrent à Taipei et travaillèrent principalement avec la population réfugiée chinoise. Cela leur permit de rencontrer le succès, car certains réfugiés avaient été membres des Assemblées de Dieu en Chine continentale. Les missionnaires créèrent l'école biblique de Taukang à Taipei spécialement pour instruire un corps de Chinois destinés à diriger les Assemblées de Dieu à Taïwan. La construction de cette école commença en 1953, et l'ouverture eut lieu à l'automne 1954. En 1957, les Assemblées de Dieu avaient fondé sept églises dans le bassin de Taipei, ainsi que des chapelles à plusieurs endroits de l'île.

#### L'Église luthérienne à Taïwan
Comme la plupart des autres missions destinées aux réfugiés, l'église luthérienne développa sa présence à Taïwan dans les années 1950. Les missionnaires qui avaient travaillé sur le continent s'installèrent dans les villes principales de l'île et travaillèrent avec les réfugiés chinois qui parlaient le chinois mandarin. La première congrégation luthérienne s'installa à Kaohsiung en 1951. En 1954, plusieurs autres congrégations s'établirent et formèrent l'Église luthérienne de Taïwan. Les missionnaires jouaient un rôle dans la vie de cette église, mais c'était dès le départ une entité autonome administrée par des Chinois. En 1960, il y avait 30 congrégations luthériennes à Taïwan, une école biblique et un séminaire avaient également été fondés. Des Chinois y étaient éduqués pour travailler dans les congrégations, les centres d'étude et les salles de prêche. L'église put s'installer à Taïwan et envisager de s'y développer et de s'y étendre.

#### Les «Églises locales»
Les Églises locales furent fondées en Chine continentale dans les années 1920 par l'iconoclaste Watchman Nee. Il avait étudié dans l'université anglicane de Trinity College à Fujian, quand il commença à suivre les offices de Leland Wang, un évangéliste laïque. Wang avait créé une forme informelle et déstructurée de christianisme où le foyer remplaçait l'église en tant que lieu d'adoration. Fuzhou, un port ouvert aux étrangers de la province de Fujian, devint l'épicentre de ce mouvement. En 1928, après avoir été un évangéliste de Wang hors de Chine, Nee quitta son église et fonda ses propres « Églises locales ». L'église, née au milieu de la révolution nationaliste chinoise et d'un fort sentiment anti-chrétien, rejeta d'abord les missionnaires et l'emprise anglo-américaine sur le protestantisme chinois de l'époque. Les dirigeants de l'église prêchèrent un nouveau christianisme chinois. Mais Nee savait qu'il avait encore beaucoup à apprendre. Il noua des liens avec des membres de l'Exclusive Bethren, un autre mouvement prônant l'unité locale. Nee avait suivi l'enseignement d'une missionnaire de la mission chinoise du Bethren, qui influença largement sa carrière de dirigeant d'église chrétienne. En 1947, il établit à Taïwan un laboratoire pharmaceutique, instruisit des hommes d'Église et acheta des terrains pour établir l'église sur l'île. Puis il rentra en Chine, confiant la direction de l'église de Taïwan à son second, Witness Lee. Lee devint le chef de l'église des émigrés à Taïwan. En août 1949, les Églises locales étaient installées à Taipei, et en trois mois, le nombre de membres passa de 300 à 1 000. Beaucoup considéraient cette église comme chinoise, si bien que de nombreux réfugiés la considérèrent comme la leur. Les années 1950 virent l'église se développer largement dans les grandes villes de Taïwan où vivaient de nombreux réfugiés chinois. Les techniques d'évangélisation qui avaient été utilisées en Chine continentale furent également mises en pratique sur la nouvelle base. Les membres des Églises locales menèrent des croisades d'évangélisation, publièrent des tracts et établirent de nouveaux centres. Lee se rendit également aux Philippines, où il trouva des fonds et diffusa le message de son église.

## Christianisme et politique à Taïwan
Plusieurs dirigeants haut placés de Taïwan sont des chrétiens, comme Chiang Kai-shek[réf. nécessaire], Chiang Ching-kuo[réf. nécessaire] ou Lee Teng-hui.